# Partito di Unità Proletaria (Francia)
Il Partito di Unità Proletaria o PUP (in francese Parti d'unité prolétarienne) fu un partito di sinistra socialista francese, di cui le Gioventù Proletarie Unitarie (Jeunesses prolétariennes unitaires) costituivano il movimento giovanile.

## Storia
Il Partito di Unità Proletaria fu fondato nel dicembre del 1930 in seguito alla fusione di due piccoli partiti politici scissisi dal Partito Comunista Francese: Il Partito Operaio e Contadino (POP, Parti ouvrier et paysan) fondato nel 1929, il Partito Socialista Comunista (PSC, Parti socialiste communiste) di Paul Louis fondato nel 1923 - che a sua volta nacque dalla fusione del Partito Comunista Unitario (Parti communiste unitaire) con l'Unità Federativa Socialista (Unité fédérative socialiste), prendendo il nome di Unione Socialista Comunista (Union socialiste communiste) - insieme a delle personalità della sinistra socialista provenienti dalla Sezione Francese dell'Internazionale Operaia (SFIO).
Il PUP ha avuto alla sua segreteria generale Paul Louis e Maurice Juncker.
Nel 1936 il PUP fece parte della coalizione di forze della sinistra che portò al potere in Francia il Fronte Popolare.

## Profilo ideologico
Come antecedentemente anche il Partito Socialista Comunista e l'Unione Socialista Comunista, il Partito di Unità Proletaria affermava di "differenziarsi dai socialisti francesi in quanto condannava ogni riformismo", e dal Partito Comunista Francese perché "salvaguardava rigorosamente la democrazia nei propri ranghi, come anche il rispetto dell'autonomia sindacale". Considerava "compito primordiale del partito di ridare agli operai il sentimento della propria unità di classe", affermando la "necessità della conquista rivoluzionaria del potere e della resistenza a qualunque impresa bellica"..
Il PUP, in occasione della conferenza del Bureau di Londra tenutasi nel febbraio del 1938 a Parigi, si dichiarò in continuità con la maggioranza dell'Internazionale di Vienna del maggio 1923, che optò per la riunificazione del movimento operaio tramite l'unione con i riformisti nell'ambito della IOS, ritenendo impossibile un'unità d'azione con la Internazionale Comunista.

## Altre personalità del PUP
- Alexandre Bachelet, senatore
- André Berthon, ex deputato (SFIO poi SFIC)
- Delarue, ex membro del PCF, segretario aggiunto della Unione dei Sindacati del Nord. Aderisce al PUP nel 1931.
- Augustin Desoblin: ferroviere, deputato PCF del Nord (1924-1932), espulso dal PCF nel marzo del 1932 diventa "Socialista-Communista".
- Louis Sellier: postino, consigliere municipale di Parigi, segretario generale del PCF dal 1923-1924
- Jean Minjoz, difensore dei sindacati operai, deputato e segretario di stato SFIO dopo il 1945
- Georges Servantier (1867-1933), ex membro del PCF
- Maurice Juncker, avvocato alla corte d'appello di Parigi[3].
- e Simon Sabiani a Marsiglia, che lasciò il PUP per aderire al PPF